# 認知科学
認知科学（にんちかがく、英語：cognitive science）は、情報処理の観点から知的システムと知能の性質を理解しようとする研究分野。認知科学は以下に挙げる諸学問の学際領域である。
- 心理学 - 認知心理学 - 進化心理学 - 文化心理学
- 人工知能 - ニューラルネット - コネクショニズム - 計算機科学
- 言語学 - 心理言語学 - 生成文法 - 認知言語学
- 人類学 - 認知人類学 - 認知考古学
- 神経科学 - 認知神経科学 - 脳科学
- 哲学 - 心の哲学 - 認識論

## 歴史
1950年代後半、いくつかの分野で同時多発的に、人の知的活動を情報処理の視点から解明しようとする研究が現われた。特に1956年に開催されたダートマス会議では、ミンスキー、チョムスキー、ブルーナーなど、後の人工知能研究や認知心理学に大きな影響を与えた研究者が出席し、人工知能をはじめとするいくつかの重要な概念が議論された。この会議を認知科学の発祥と見る向きも多い。
知能の研究は神経科学・心理学等のアプローチから（比較的）独立に可能である、というのが認知科学の本来の基本思想であった。しかし最近は認知神経科学などとして神経科学と接近している。

## 心理学
認知心理学の分野は、それまで主流であった行動主義心理学に対する批判のもとに発生したとされる。行動主義的な立場、つまり我々の行動を通して認知の仕組みを探るのではなく、認知のメカニズムについて直接仮定を立ててその妥当性を探ろうとする立場をとるのが特色といえる。

## 言語学
認知科学に直接関連する言語学は、心理言語学と呼ばれている。
心理言語学には言語学が扱う様々なテーマを元に、実際に我々がどの様に自然言語を獲得し、理解し、生成し、運用するのかという問題について研究がなされており、心理学的手法を元に、我々の言語の獲得や理解のモデルについて仮説-検証がなされている。
一方で、言語学もこの影響を受けており、それまでの「論理的に厳密な」言語学に、「より自然な我々の運用する言語に近い言語モデルの構築」というテーマの重要性を示した功績は大きい。この分野のさきがけとなった主だった研究者を以下に挙げる。
- ジャン・ピアジェ
- レフ・ヴィゴツキー
- ポール・グライス
- ジョージ・レイコフ
- レイ・ジャッケンドフ

## 認知アーキテクチャ
- Soar
- ACT-R